# 安巴通德拉扎卡區
17°50′00″S 48°25′00″E / 17.8333°S 48.4167°E
安巴通德拉扎卡區，是馬達加斯加的行政區，位於該國東部，由阿拉奧特拉-曼古羅區負責管轄，首府設於安巴通德拉扎卡，面積5,540平方公里，2013年人口324,610，人口密度每平方公里59人。